# Nexus 6
Nexus 6 (кодовое название Shamu) — смартфон из линейки Google Nexus 2014 года, работающий под управлением операционной системы Android. Преемник Nexus 5, это шестой смартфон в серии Google Nexus, семействе потребительских устройств Android, продаваемых Google и созданных партнером-производителем оригинального оборудования.
Дизайн и оборудование Nexus 6 очень похожи на Moto X второго поколения, выпущенного примерно в то же время. Nexus 6 крупнее и имеет более высокие характеристики.
Устройство было разработано совместными усилиями компаний Motorola и Google Inc. Первый смартфон, работающий на операционной системе Android версии 5.0 Lollipop. Официальный анонс состоялся 15 октября 2014 года.
Устройство относится к фаблетам — с 6-дюймовым AMOLED экраном (размер экрана: 5,96 дюймов), имеющим разрешение QHD (2560×1440). Плотность пикселей составляет — 493 точек на дюйм. Аккумулятор 3220 мАч. Размеры устройства 159,3×83×10,1 мм, масса — 184 грамма.
Nexus 6 получил 13-мегапиксельную основную камеру (датчик Sony IMX 214), способную снимать 4K-видео, и 2-мегапиксельную фронтальную камеру. Смартфон работает на базе процессора Qualcomm Snapdragon 805 с частотой 2.7 ГГц. Устройство имеет 3 ГБ оперативной памяти и встроенный накопитель на 32 или 64 ГБ. Стоимость модели с 32 ГБ составляет $649, а модели с 64 Гб составляет $700.

## Выпуск
Nexus 6 был представлен 15 октября 2014 года, предварительный заказ доступен с 29 октября 2014 года, а дата доставки — начало ноября. Внеконтрактная цена в США составляла 649 долларов США за модель на 32 ГБ и 699 долларов США за модель на 64 ГБ. Nexus 6 был доступен в Google Play Store, Motorola Mobility, Best Buy, T-Mobile, AT&T, Sprint, US Cellular и Verizon Wireless в США.
В ноябре 2014 года было объявлено о доступности для 12 других стран, включая Австралию, Бельгию, Канаду, Францию, Германию, Индию, Италию, Японию, Нидерланды, Испанию, Швецию и Великобританию.
Версия AT&T заблокирована SIM-картой, модем отключен до тех пор, пока за его включение не будет внесена плата, и поставляется с настраиваемыми мелодиями звонка.
26 января 2015 года Motorola (теперь дочерняя компания китайской фирмы Lenovo) объявила, что аналогичное устройство будет выпущено в Китае под названием Moto X Pro; он исключает сервисы и приложения Google, но по-прежнему работает с аналогичной стандартной версией Android.
22 апреля 2015 года было объявлено, что Nexus 6 будет единственным телефоном, поддерживаемым новым предприятием Google Project Fi.
После выпуска в сентябре 2015 года преемника Nexus 6, Nexus 6P, Google прекратил продажу Nexus 6 в Play Store в декабре 2015 года. У Google есть заявленная политика не менее двух лет обновлений программного обеспечения и трех лет (или 18 месяцев после даты последней продажи в Play Store, в зависимости от того, что дольше) обновлений безопасности. Nexus 6 имел гарантированные обновления программного обеспечения до октября 2016 года и исправления безопасности до октября 2017 года; однако Google объявил, что Nexus 6 получит обновление Android 7.1. Это обновление изначально ожидалось в декабре 2016 года, но оно было отложено до 5 января 2017 года из-за «ошибки в последнюю минуту». В январе 2017 года Google объявил, что Nexus 6 вместе с планшетом Nexus 9 не получат обновление 7.1.2 Nougat, в результате чего 7.1.1 станет последним крупным обновлением программного обеспечения от самих Google; однако телефон должен был продолжать получать ежемесячные исправления безопасности, сохраняя при этом последнюю основную версию Android, полученную до октября 2017 года.

## Характеристики

### Аппаратное обеспечение
Nexus 6 оснащен четырехъядерным процессором Snapdragon 805 с тактовой частотой 2,7 ГГц, 3 ГБ оперативной памяти и 32 или 64 ГБ встроенной памяти. Он оснащен аккумулятором емкостью 3220 мАч с технологией быстрой зарядки, которая обещает обеспечить шесть часов работы после 15 минут зарядки. В Nexus 6 используется 5,96-дюймовый (продается как шестидюймовый) дисплей QHD AMOLED PenTile (RGBG) с разрешением 2560 × 1440 пикселей (493 PPI), а также 13-мегапиксельная задняя камера с оптической стабилизацией изображения (OIS), окруженное кольцом двойной светодиодной вспышки, и двухмегапиксельной камерой спереди.
Как и его предшественник, Nexus 6 не имеет слота для карт памяти microSD, съемного аккумулятора и FM-радиоприемника/передатчика.
Аппаратное обеспечение Nexus 6 поддерживает USB On-The-Go для устройств хранения данных, эта функция изначально была отключена программным обеспечением, но была включена в более поздних обновлениях Android.

### Программное обеспечение
Nexus 6 стал первым телефоном Google с поддержкой HDR+, который делает серию снимков с короткой выдержкой, выборочно выравнивая самые резкие снимки и усредняя их с помощью методов вычислительной фотографии. Короткие выдержки позволяют избежать смазывания, затушевывание светлых участков и усреднение нескольких снимков снижает уровень шума. HDR+ похож на удачную визуализацию, используемую в астрофотографии. HDR+ обрабатывается процессором Qualcomm Hexagon DSP.
Nexus 6 был выпущен с Android 5.0 Lollipop.
Nexus 6 был первым устройством Android, в котором были интегрированы вызовы IMS WiFi на T-Mobile, выпущенные через обновление OTA. Звонки по WiFi в сети T-Mobile существуют с 2007 года, однако, это первый раз, когда собственные вызовы по Wi-Fi были интегрированы в ядро Android. Ранее T-Mobile предлагала звонки по Wi-Fi на некоторых телефонах Android с помощью программного обеспечения Kineto Wireless.
В сентябре 2015 года на Nexus 6 была выпущена версия Android 5.1.1, содержащая исправление ошибки Stagefright.
В ноябре 2015 года Nexus 6 начал получать обновление Android 6.0 Marshmallow по всему миру. В декабре Nexus 6 стал одним из первых устройств, получивших обновление Android 6.0.1.
22 августа 2016 г. началось развертывание Android 7.0 Nougat на нескольких поддерживаемых устройствах Nexus; однако версия для Nexus 6 была отложена. Через несколько недель после официального выпуска Google заявил, что выпуск Nexus 6 состоится «в ближайшие недели». В конечном итоге Nougat был выпущен для Nexus 6 3 октября 2016 года, через 6 недель после официального выпуска Nougat. Официального заявления о причинах задержки не поступало.
11 октября 2016 года Google официально анонсировала Android 7.1 Nougat после того, как за неделю до этого она была представлена в выпуске Google Pixel. Это объявление подтвердило, что Nexus 6, наряду с другими поддерживаемыми устройствами, получит Android 7.1 в начале декабря. 5 декабря 2016 года Google объявил об официальном выпуске Android 7.1.1 Nougat, при этом большинство поддерживаемых устройств Google получили обновление; однако Nexus 6 не был включен. 27 декабря 2016 года. Google сообщил Android Police, что была обнаружена «ошибка в последнюю минуту», и обновление будет отложено до «начала января». Google официально выпустил Android 7.1.1 для Nexus 6 5 января 2017 года.

## Прием
Nexus 6 получил смешанно-положительные отзывы от пользователей и критиков. Мэтт Свайдер из TechRadar написал: "Nexus 6 доказывает, что программа Nexus от Google не только далека от смерти, но и жива и здорова благодаря мощному 6-дюймовому фаблету, работающему под управлением последней версии программного обеспечения Android. Он больше, чем Note 4, но не лучше. " Nexus 6 получил 4,5 из 5 звезд в обзоре TechRadar.

### Известные вопросы
1. Некоторые устройства, поставляемые через AT&T, имеют ошибку, из-за которой устройства загружаются с черным экраном. AT&T заменит эти дефектные устройства[25].
2. На устройствах с SIM-картами Sprint возникают проблемы с приемом звонков[26].
3. У некоторых устройств есть проблема, из-за которой задняя панель телефона отрывается. Проблема может быть связана с клеем, использованным для задней панели, или с расширяющимся аккумуляторным блоком, что может привести к пожару. Motorola предлагает замену для затронутых устройств[27].
4. Ходят слухи, что Google понизил версию телефонов Nexus 6 с Android 7.1.1 до 7.0 по неизвестной причине[28].
5. Известно, что логотип Nexus на задней панели устройства отслаивается[29].